# Gouwe (straat)
De Gouwe is een hoofdstraat gelegen ter weerszijden van de gekanaliseerde rivier de Gouwe in de Nederlandse stad Gouda. 
Al in 1355 wordt de Gouwe als straatnaam in Gouda voor het eerst vermeld. Het eerste deel van de bebouwing langs de Gouwe vanaf de Hollandse IJssel wordt respectievelijk de Westhaven en de Oosthaven genoemd. De rivier buigt vervolgens naar het westen en vanaf dat punt worden de straten ter weerszijden van de Gouwe naar deze rivier 'de Gouwe' genoemd. De westelijke zijde wordt 'de Hoge Gouwe' en de oostelijke zijde 'de Lage Gouwe' genoemd, vanwege het hoogteverschil tussen beide straten. In vroeger tijden zijn ook wel de benamingen West-Gouwe en Oost-Gouwe gebruikt.

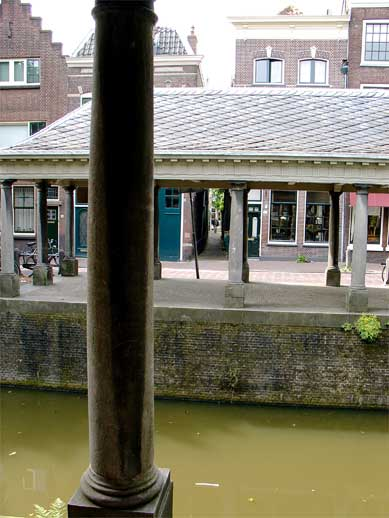
'Visbank' aan de Gouwe

Zowel de Haven als de Gouwe waren strategisch gunstig gelegen. Al het scheepvaartverkeer tussen de zuidelijke en de noordelijke steden van Holland passeerde hier. Bij het tolhuis vond tolheffing plaats en de schippers waren vervolgens verplicht een bepaalde tijd in Gouda door te brengen. De meeste handel en nijverheid ontstond dan ook aan de Haven en de Gouwe. De benamingen 'Amsterdammer Veer', 'Rotterdamsche Veer" en "Leidsche Veer' aan of nabij de Gouwe gelegen zijn herinneringen aan deze periode. Veel van de Goudse brouwerijen waren ook hier gevestigd. Ook de meeste Goudse patriciërswoningen zijn aan de Haven en de Gouwe te vinden.
Langs de Gouwe werden aan weerszijden overkappingen gebouwd, 'de Visbank' en 'de Korenbeurs', waar vis verhandeld werd. Hoewel de naam van de laatste overkapping anders zou vermoeden zijn beiden tot in negentiende eeuw als vismarkt in gebruik geweest. Daarbij werd een onderscheid gemaakt voor kooplieden van binnen en van buiten de stad. De laatsten dienden gebruik te maken van 'de Korenbeurs'.
Aan het einde van de Lage Gouwe (binnen de stadsmuren, nabij de Potterspoort) bevond zich het galgenveld. Op deze plek werden de reeds – op het schavot op het Marktplein – ter dood gebrachte misdadigers aan galg en rad voor het publiek tentoongesteld.
De Gouwekerk is gelegen aan de Hoge Gouwe.
Straten en pleinen: Achter de Kerk · Achter de Vismarkt · Hoge Gouwe · Kleiweg · Lage Gouwe · Markt · Naaierstraat · Oosthaven · Spieringstraat · Tiendeweg · Turfmarkt · Westhaven

Sluizen: Donkere sluis · Hanepraaisluis · Havensluis · Ir. De Kock van Leeuwensluis · Julianasluis · Mallegatsluis · Moordrechtse Verlaat · Waaiersluis

Grachten en singels: Gouwe · Haven · Karnemelksloot · Turfmarkt · Turfsingel